# Cyclosorus gueinziana
Cyclosorus gueinziana är en kärrbräkenväxtart som först beskrevs av Georg Heinrich Mettenius, och fick sitt nu gällande namn av J.P.Roux. Cyclosorus gueinziana ingår i släktet Cyclosorus och familjen Thelypteridaceae. Inga underarter finns listade.